# 2002 en musique
| \| • Retour à la chronologie générale de la musique populaire • \| |
| XXIe siècle • XXe siècle • XIXe siècle • XVIIIe siècle XVIIe siècle • XVIe siècle • XVe siècle • XIVe siècle XIIIe siècle • XIIe siècle • XIe siècle • Xe siècle IXe siècle • VIIIe siècle • Haut Moyen Âge • Rome • Grèce |
| • Retour à la chronologie générale de la musique populaire • |

| • Retour à la chronologie générale de la musique populaire • |

| Années de la musique populaire : 1999 - 2000 - 2001 - 2002 - 2003 - 2004 - 2005    |
| Décennies de la musique populaire : 1970 - 1980 - 1990 - 2000 - 2010 - 2020 - 2030 |

Cet article présente les faits marquants de l'année 2002 en musique.

## Faits marquants

### En France
- Environ 40 millions de singles et 125 millions d'albums sont vendus en France en 2002[1].
- Premiers succès de Jenifer (J'attends l'amour), Carla Bruni (Quelqu’un m’a dit), Olivia Ruiz (Paris), Kyo (Le chemin), Magic System (Premier gaou) et Booba (Destinée).
- Jean-Jacques Goldman se produit durant 23 soirs au Zénith de Paris.
- Premier Urban Peace au Stade de France.

### Dans le monde
- Premiers succès de Shakira (Whenever, wherever), Justin Timberlake (Like I love you), Maroon 5 (Harder to breathe), Norah Jones (Don’t know why), Avril Lavigne (Complicated), Sean Paul (Gimme the light) et 50 Cent (Wanksta).

## Disques sortis en 2002
- Albums sortis en 2002
- Singles sortis en 2002

## Succès de l'année en France (Singles)

### Chansons classées Numéro 1
Cette liste présente, par ordre chronologique, tous les titres s'étant classés à la première place du Top 50 durant l'année 2002.
- Star Academy 1 : La musique
- Star Academy 1 : Gimme! Gimme! Gimme!
- Marc Lavoine et Cristina Marocco : J'ai tout oublié
- Rohff : Qui est l'exemple ?
- Shakira : Whenever, wherever
- Johnny Hallyday : Tous ensemble
- Bratisla Boys : Stach Stach
- Phil Barney et Marlène Duval : Un enfant de toi
- Félicien : Cum-cum mania
- Indochine : J'ai demandé à la lune
- MC Solaar : Inch'Allah
- Las Ketchup : The Ketchup song (Aserejé)
- Johnny Hallyday : Marie
- Whatfor : Plus haut
- Star Academy 2 : Paris Latino

### Chansons francophones
Cette liste présente, par ordre alphabétique, tous les titres francophones s'étant classés parmi les 10 premières places du Top 50 durant l'année 2002.
- David Charvet : Jusqu’au bout
- Étienne Daho et Dani : Comme un boomerang
- Félicien : Cum-cum mania
- Garou et Céline Dion : Sous le vent
- Jean-Pascal : L’agitateur
- Jenifer : J'attends l'amour
- Jenifer : Au soleil
- Jenifer : Des mots qui résonnent !
- Johnny Hallyday : Tous ensemble
- Johnny Hallyday : Marie
- Indochine : J'ai demandé à la lune
- Kana : Plantation
- L5 : Toutes les femmes de ta vie
- L5 : Une étincelle
- Lena Ka & Umberto Tozzi : Rien que des mots (Ti amo, Ti amo)
- Lââm et Frank Sherboune : Un monde à nous
- Lara Fabian : Immortelle
- Lara Fabian et Maurane : Tu es mon autre
- Le 6-9 : Faut passer ton bac
- Le 6-9 : Le sfür
- Lorie : Je serai (ta meilleure amie)
- Lorie : Toute seule
- Lorie : J'ai besoin d'amour
- Marc Lavoine et Cristina Marocco : J'ai tout oublié
- Marc Lavoine et Claire Keim : Je ne veux qu’elle
- Mario : On se ressemble
- MC Solaar : Inch'Allah
- Mylène Farmer et Seal : Les mots
- Mylène Farmer : C'est une belle journée
- Mylène Farmer : Pardonne-moi
- Natasha St-Pier : Tu trouveras
- Ophélie Winter : Sache
- Pascal Obispo : Millésime
- Pascal Obispo, Youssou N'Dour et Love United : Live for Love United
- Phil Barney et Marlène Duval : Un enfant de toi
- Priscilla : Cette vie nouvelle
- Renaud et Axelle Red : Manhattan-Kaboul
- Rohff : Qui est l'exemple ?
- Star Academy 1 : La musique
- Star Academy 1 : Gimme! Gimme! Gimme!
- Star Academy 2 : Paris Latino
- Star Academy 2 : Musique
- Whatfor : Plus haut

### Chansons non francophones
Cette liste présente, par ordre alphabétique, tous les titres non francophones s'étant classés parmi les 10 premières places du Top 50 durant l'année 2002.
- Afroman : Because I got high
- Alicia Keys : Fallin'
- Anastacia : Paid my dues
- Atomic Kitten : Eternal Flame
- Billy Crawford : Trackin’
- Billy Crawford : You didn’t expect that
- Bratisla Boys : Stach Stach
- Céline Dion : I'm Alive
- David Guetta : Love Don't Let Me Go
- Eminem : Without Me
- George Michael : Freeek !
- Jennifer Lopez : I'm Real
- Jennifer Lopez : Jenny from the Block
- King África : La bomba
- Kylie Minogue : Can't Get You Out of My Head
- Las Ketchup : The Ketchup song (Aserejé)
- Mad'House : Like a Prayer
- Mad'House : Holiday
- Magic System : 1er Gaou
- Models : Fame
- Nelly et Kelly Rowland : Dilemma
- P. Diddy et Usher : I need a girl
- Ronan Keating : If tomorrow never comes
- Shakira : Whenever, Wherever
- Shakira : Underneath Your Clothes
- Sophie Ellis-Bextor : Murder on the Dancefloor
- T.A.T.u.  : All the Things She Said
- The Calling : Wherever you will go
- Tiziano Ferro : Perdono
- Truth Hurts : Addictive
- UB40 : Cover up
- Vanessa Carlton : A Thousand Miles

## Succès de l'année en France (Albums)
Cette liste présente, par ordre alphabétique, les albums sortis en 2002 ayant obtenu une certification Platine ou Diamant en France.

### Disques de diamant (Plus d'un million de ventes)
- Calogero : Calogero
- Indochine : Paradize
- Johnny Hallyday : À la vie, à la mort
- Norah Jones : Come Away with Me
- Patrick Bruel : Entre deux
- Renaud : Boucan d'enfer
- Shakira : Laundry Service

### Triples disques de platine (Plus de 900.000 ventes)
- Céline Dion : A New Day Has Come
- Michel Berger : Pour me comprendre
- Niagara : Flammes

### Doubles disques de platine (Plus de 600.000 ventes)
- Eminem : The Eminem Show
- Lynda Lemay : Les lettres rouges
- Natasha St-Pier : De l'amour le mieux
- Phil Collins : Testify
- Star Academy 2 chante Michel Berger
- Star Academy 2 fait sa boum

### Disques de platine (Plus de 300.000 ventes)
- André Rieu : Romantique
- Avril Lavigne : Let Go
- Édith Piaf : Eternelle
- Gérald de Palmas : Live 2002
- Jenifer : Jenifer
- L5 : Retiens-moi
- Leonard Cohen : Greatest hits
- Les Enfoirés : Tous dans le même bateau
- Lorie : Tendrement
- Madonna : GHV2
- Moby : 18
- Red Hot Chili Peppers : By the Way
- Robbie Williams : Escapology
- Seal : IV
- Shania Twain : Up!
- The Rolling Stones : Forty Licks
- Vincent Delerm : Vincent Delerm
- Whatfor : L’album

## Succès internationaux de l’année
Cette liste présente, par ordre alphabétique, les trente titres et albums ayant eu le plus de succès dans les charts internationaux en 2002,.

### Singles
- Alanis Morissette : Hands Clean
- Ashanti : Foolish
- Atomic Kitten : The tide is high (Get the feeling)
- Avril Lavigne : Sk8er Boi
- Avril Lavigne : Complicated
- Chad Kroeger : Hero
- Christina Aguilera et Redman : Dirrty
- Elvis Presley et JXL : A Little Less Conversation
- Eminem : Without Me
- Eminem : Lose Yourself
- Jennifer Lopez : Jenny from the Block
- Justin Timberlake : Like I Love You
- Las Ketchup : The Ketchup song (Aserejé)
- Madonna : Die Another Day
- Missy Elliott : Work it
- N Sync : Girlfriend
- Nelly et Kelly Rowland : Dilemma
- Nelly : Hot in Herre
- Nickelback : How You Remind Me
- No Doubt : Hey Baby
- Pink : Get the Party Started
- Pink : Don't let me get me
- Red Hot Chili Peppers : By the Way
- Robbie Williams : Feel
- Santana et Michelle Branch : The Game of Love
- Shakira : Whenever, Wherever
- Shakira : Underneath Your Clothes
- The Calling : Wherever you will go
- Usher : U Got It Bad
- Vanessa Carlton : A Thousand Miles

### Albums
- Alanis Morissette : Under Rug Swept
- Ashanti : Ashanti
- Avril Lavigne : Let Go
- Bon Jovi : Bounce
- Bruce Springsteen : The Rising
- Céline Dion : A New Day Has Come
- Christina Aguilera : Stripped
- Coldplay : A Rush of Blood to the Head
- David Bowie : Best of Bowie
- Elton John : The greatest hits 1970-2002
- Elvis Presley : Elv1s - 30 Number 1 hits
- Eminem : The Eminem Show
- Foo Fighters : One by One
- Jennifer Lopez : This Is Me... Then
- Justin Timberlake : Justified
- Moby : 18
- Nelly : Nellyville
- Nickelback : Silver Side Up
- Nirvana : Greatest hits
- Norah Jones : Come Away with Me
- Pink : Missundaztood
- Queen : The Platinum Collection
- Queens of the Stone Age : Songs for the Deaf
- Red Hot Chili Peppers : By the Way
- Robbie Williams : Escapology
- Santana : Shaman
- Shakira : Laundry Service
- Shania Twain : Up!
- The Rolling Stones : Forty Licks
- U2 : The Best of 1990-2000

## Récompenses
- États-Unis : 45e cérémonie des Grammy Awards
- États-Unis : American Music Awards 2002 (en)
- États-Unis : 2002 MTV Video Music Awards (en)
- États-Unis : 2002 Billboard Music Awards (en)
- Europe : 2002 MTV Europe Music Awards (en)
- Europe : Concours Eurovision de la chanson 2002
- France : 18e cérémonie des Victoires de la musique
- France : 4e edition des NRJ Music Awards
- Québec : 24e gala des prix Félix
- Royaume-Uni : Brit Awards 2002

## Formations et séparations de groupes
- Groupe de musique formé en 2002
- Groupe de musique séparé en 2002

## Naissance
- 5 mars : Feldup, vidéaste web et chanteur français
- 25 mai : Saiko, chanteur espagnol
- 25 juin : Benson Boone, chanteur et auteur-compositeur-interprète américain

## Décès
- 21 janvier : Peggy Lee, chanteuse de jazz américaine
- 2 février : Paul Baloff, membre de Exodus
- 3 février : Sextoy, musicienne et DJ française
- 13 février : Waylon Jennings, chanteur de musique country américain
- 16 février : Billy Ward, leader du groupe de rhythm & blues américain The Dominoes
- 26 mars : Randy Castillo, batteur américain de Ozzy Osbourne et Mötley Crüe
- 5 avril : Layne Staley, chanteur du groupe américain Alice in Chains
- 20 avril : Francis Lemarque, chanteur et auteur-compositeur français
- 20 avril : Pierre Rapsat, chanteur et auteur-compositeur belge
- 25 avril : Lisa Lopes, membre du groupe américain TLC
- 6 mai : Otis Blackwell, auteur-compositeur de rock 'n' roll américain
- 17 mai : Little Johnny Taylor, chanteur de blues et de soul américain
- 5 juin : Dee Dee Ramone, du groupe américain de punk Ramones
- 27 juin : John Entwistle, du groupe de rock britannique The Who
- 9 août : Paul Samson, membre des groupes Samson et Iron Maiden
- 31 août : Lionel Hampton, jazzman américain
- 17 septembre : Dodo Marmarosa, pianiste de jazz américain
- 17 octobre : Derek Bell, joueur de harpe celtique irlandais, membre du groupe The Chieftains
- 30 octobre : Jam Master Jay, rappeur américain, membre de Run–DMC
- 24 novembre : Aminata Fall, jazzwoman et comédienne sénégalaise
- 22 décembre : Joe Strummer, leader du groupe de punk britannique The Clash